# アレクサンドリア写本

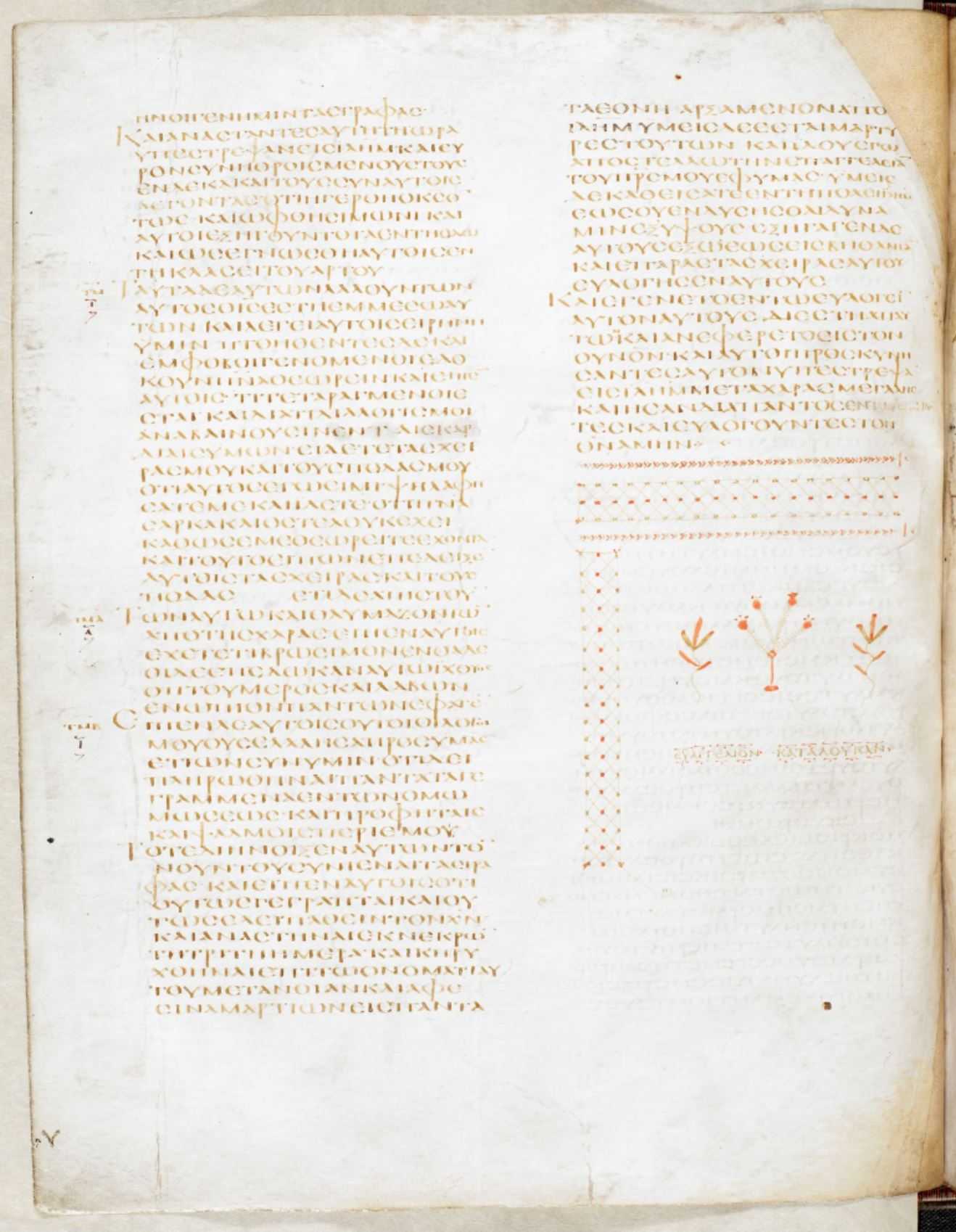

アレクサンドリア写本（アレクサンドリアしゃほん、大英図書館蔵）は、旧約聖書のギリシア語訳の七十人訳聖書の多くの巻と新約聖書を含む5世紀のギリシア語聖書写本である。羊皮紙にアンシャル体で書かれている。表記記号はA、02。アレクサンドリア写本の名称は正教会のコンスタンディヌーポリ総主教キリロス・ルカリスから来る。シナイ写本、バチカン写本とともに、初期のまた多くの巻数を含む、聖書の写本の一つである。シナイ写本以前は、英国で最も優れた写本だった。当初820葉あったと思われるもののうち、773葉が大英図書館のジョン・リブラット・ギャラリーに展示されている。
マタイによる福音書の大部分、および創世記、詩篇、ヨハネによる福音書、コリントの信徒への手紙二の一部は欠落している。
キリロス・ルカリスは、エジプトのアレクサンドリアの総主教だった時に膨大な書物を所蔵していたが、コンスタンディヌーポリ総主教になった時にアレクサンドリア写本を持って行った。しかし、イスラム教徒の手に渡る事を恐れ、1624年、彼はこの写本を英国王ジェームズ一世に献呈するためトルコの英国大使に渡した。王は写本が手渡される前に死去したため、3年後に後継者チャールズ一世の手に届いた。
公表された当時、テモテへの手紙一3章16節の読み方は議論を呼んだ。欽定訳聖書によれば「神は肉より現われ給へり」となるが、「神」と訳された“ΘC”は元々“OC”「その方、それ」と読まれていたと考えられている。今では他の古い写本からこの部分を「神」と訳出する事を支持するものはないとの見解でほぼ一致し、ほとんどの翻訳では省かれている。